# Željko Petrović (friidrottare)
Željko Petrović, född 13 september 1969, är en friidrottare från Bosnien och Hercegovina. Han deltog vid olympiska sommarspelen 2000.